# Vicente Rodríguez Guillén
Vicente Rodríguez Guillén známý mezi fanoušky jako Vicente (* 16. července 1981 Valencia) je bývalý španělský fotbalový záložník a reprezentant.

## Klubová kariéra
Během své kariéry hrál ve španělských klubech Levante UD, Valencia CF a anglickém Brighton & Hove Albion.

## Reprezentační kariéra
Vicente působil v mládežnických reprezentacích Španělska.
V A-mužstvu Španělska přezdívaném La Furia Roja debutoval 28. 3. 2001 ve Valencii v přátelském zápase proti týmu Francie (výhra 2:1).
Celkem odehrál v letech 2001–2006 za španělský národní tým 38 zápasů a vstřelil 3 góly.

## Úspěchy

### Klubové
- 2× vítěz španělské ligy (2001/02, 2003/04)
- 1× vítěz španělského poháru (2007/08)
- 1× vítěz Poháru UEFA (2003/04)
- 1× vítěz evropského superpoháru (2004)